# شان بينغفي
شان بينغفي (بالصينية: 单鹏飞) هو لاعب كرة قدم صيني في مركز الدفاع، ولد في 7 مايو 1993 في داليان في الصين. لعب مع داليان ييفانغ.

## وصلات خارجية
- شان بينغفي على موقع قاعدة بيانات كرة القدم.إي يو (الإنجليزية)
- شان بينغفي على موقع Soccerway.com (الإنجليزية)